# 第三次イタリア戦争
第三次イタリア戦争、または四年戦争（英語: Four Years' War）は、イタリア戦争の一部である。フランス王フランソワ1世とその同盟国ヴェネツィア共和国が神聖ローマ皇帝カール5世、イングランド王ヘンリー8世、教皇国家と戦い、最終的には敗北した。この戦争は、カール5世が1519年に神聖ローマ皇帝に選出されたことと、ローマ教皇レオ10世がマルティン・ルターに対抗するためにカール5世と同盟したことに起因する。
1521年、フランス軍がナバラ王国とネーデルラントに侵攻したことで戦争が勃発。ピレネー山脈を越えて進軍してきたフランス軍はスペイン軍に撃退され、神聖ローマ帝国軍はフランス北部に逆侵攻したがそこで足止めされた。
教皇、皇帝、そしてヘンリー8世はすぐさまに対フランス同盟を結成、イタリア半島での戦いを再開させたが、フランソワ1世とカール5世は主戦場をフランス北東部とみなしたため、イタリアでの戦いはほとんど重きをなさなかった。1522年4月27日のビコッカの戦いで皇帝軍と教皇軍がフランス軍に勝利したことで、フランスはロンバルディアから追い出された。戦場が再びフランス本土に移動した一方、ヴェネツィアはドージェが交代したため単独講和した。イングランドは1523年にフランスを攻撃、同年相続権争いでフランソワ1世を見限ったブルボン公シャルル3世がフランソワ1世を裏切り皇帝と同盟した。フランスは翌年ロンバルディアを再度侵攻したがまたもや失敗、ブルボン公にスペイン軍を率いてプロヴァンスに侵攻する機会を与えた。
ここにきてフランソワ1世は親征を決行、1525年にミラノを攻撃した。しかし、パヴィアの戦いで大敗して捕虜になったことで戦争は終結を迎えた。フランスは講和を模索しなければならなかったが、フランソワはスペインで囚われていたため、彼の母ルイーズ・ド・サヴォワが外交を主導した。彼女はオスマン帝国のスレイマン1世の宮廷へ使節団を派遣、スレイマン1世に神聖ローマ帝国への最後通牒を出させた。これは後のフランス・オスマン同盟の素地となった。スレイマン1世はこの機会に乗じて1526年の夏にハンガリー王国を侵攻、モハーチの戦いでカール5世の同盟者ラヨシュ2世を戦死させた。こうした外交努力と背後からの一撃にもかかわらず、フランソワ1世はマドリード条約への署名を余儀なくされ、イタリア、フランドル、ブルゴーニュ公国を全て放棄した。しかし、フランソワ1世は解放されるや条約の履行を拒否して戦争を再開した。マドリード条約以降の戦いはコニャック同盟戦争と呼ばれる。
イタリア戦争はこの後30年間続くが、最終的にはフランスのイタリア占領の野望は潰えることになる。

## 背景
1515年9月のマリニャーノの戦いはカンブレー同盟戦争を終息へと向かわせたが、その平和は1518年までには崩れ始めた。当時の西欧大国（フランス、イングランド、スペイン、神聖ローマ帝国）はロンドン条約で相互不可侵と軍事同盟を約するなど、表面上は友好的だったが、神聖ローマ帝国の継承では意見が合わなかった。神聖ローマ皇帝マクシミリアン1世はハプスブルク家の世襲体制を確固にすべく、孫のスペイン王カルロス1世（後の皇帝カール5世）を次期の皇帝に推した一方、フランス王フランソワ1世は自らを推した。しかし、両者ともそれぞれの事情があった。宗教改革の創始者マルティン・ルターが帝国貴族の間で影響力を増しつつあるため、教皇と神聖ローマ帝国は対応に追われた。イングランドが起用したウルジー枢機卿は大陸ヨーロッパでの紛争に介入する野心的な外交政策を断行して、イングランドと自分の影響力を増大させようとしたため、フランソワ1世の障害となっていた。

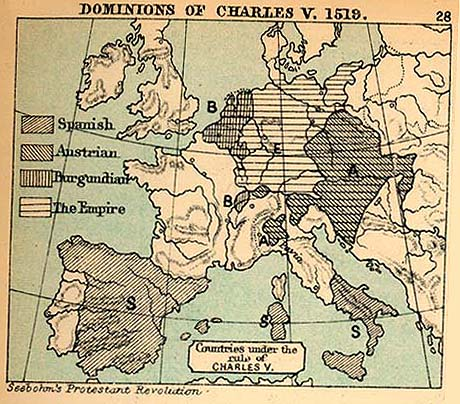
1519年時点でのカール5世の領土

マクシミリアン1世が1519年に亡くなったことで、皇帝選挙がヨーロッパ政治の表舞台に出た。教皇レオ10世はカール5世の権力が強すぎることを恐れてフランソワ1世を支持したが、カール5世の選出を阻止し得ないことがわかると、フランソワ1世を見捨ててカール5世支持にのりかえた。選帝侯たちはザクセン選帝侯フリードリヒ3世を除いて全員がハプスブルク家とヴァロワ家の候補の両方への支持を表明した。というのも、マクシミリアン1世は生前、選帝侯たちに「カールに投票する代わりに50万フローリンを払う」という約束をし、フランソワは300万フローリンの支払いを確約、さらにカールは支持を得るためにフッガー家から大金を借入、支払い金額を釣り上げたためである。この賄賂には教皇も参加しており、レオ10世はマインツ大司教に教皇使節の位を約束している。しかし、選挙の行方を決めたのは賄賂ではなかった。民衆たちのフランス人皇帝への反感は強く、選帝侯は決められずにいたが、カールが兵隊を選挙地フランクフルトの近くへ向かわせると、選帝侯たちは意を決してカールに投票した。彼は1520年10月23日に戴冠したが、その時点ではすでにスペイン王位とネーデルラントでのブルゴーニュ公国領地を影響下に収めていた。
イングランドでは外交を担当するウルジー枢機卿がヘンリー8世の大陸への影響力を増すべく、イングランド王国がフランソワ1世とカール5世の間の調停者になることを申し出た。その第一歩としてヘンリー8世とフランソワ1世が金襴の陣で会見し、その直後にカレーでウルジー枢機卿がカール5世をもてなした。この二つの会見の後の1521年12月にレオ10世が急死したため、ウルジー枢機卿はコンクラーヴェの準備としてカレーで仲裁会議を開催し、自分の名声をあげようとした。しかし、翌年4月まで続いた会議は、なんらの成果ももたらさなかった。

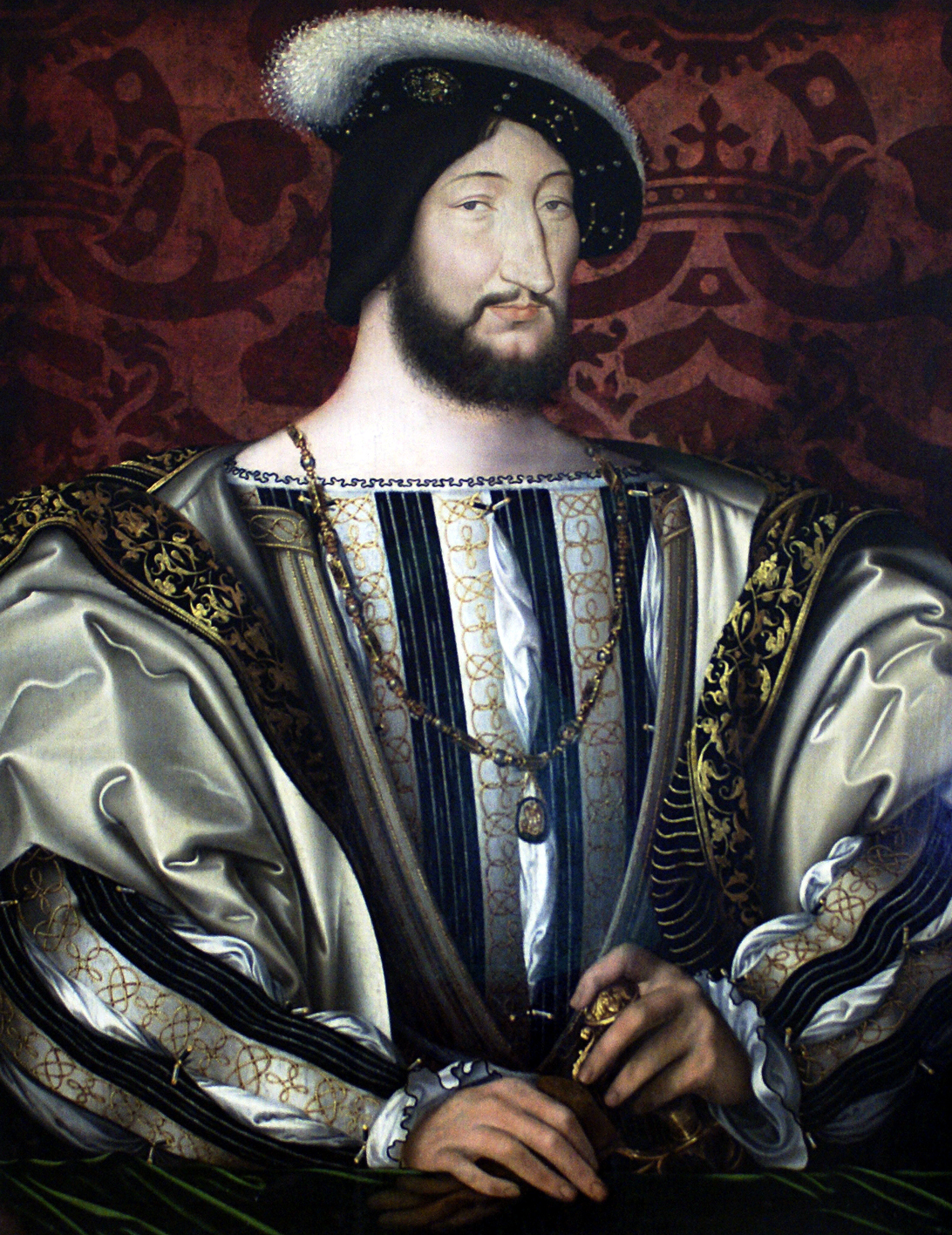
ジャン・クルーエによるフランソワ1世。フランソワ1世は神聖ローマ皇帝になる野望をもってヨーロッパを戦火へと投じた。

1520年12月、フランスは戦争の準備をはじめた。しかし、ヘンリー8世は平和を破る者への介入を宣言したため、フランソワ1世は公的にはカール5世を直接攻撃できなかった。その代わり、彼はドイツとスペイン領への先制攻撃を支援した。まず、ロベール3世・ド・ラ・マルクがムーズ川沿岸を攻撃、同時にフランスとその同盟者であるナバラ王の連合軍がサン＝ジャン＝ピエ＝ド＝ポルを占拠、続いて（このときスペインに占領されていた）ナバラ王国全土に侵攻した。この侵攻は名目的には18歳のナバラ王アンリ・ダルブレが率いたが、実際に軍を指揮したのはアンドレ・ド・フォワであり、資金と装備はフランスが提供した。フランスの計画はすぐに破たんした。ムーズ川の攻撃はネーデルラント総督のブレダ伯ハインリヒ3世に撃退され、ド・フォワはパンプローナを占領したものの1521年6月30日のノアインの戦いで敗北してナバラからの撤退を余儀なくされた。
一方の皇帝カール5世は1521年3月のヴォルムス帝国議会でマルティン・ルターを対処することに忙殺されていた。皇帝は宗教改革により帝国が解体することを恐れ、教皇レオ10世もルターが教皇の権威を否定したことにより決別、二人は手を組むことを決めた。フランツ・フォン・ジッキンゲンとザクセン選帝侯フリードリヒ3世を後ろ盾とするルターに対し、皇帝と教皇大使のジロラモ・アレアンドロは1521年5月25日にヴォルムス勅令を発布、ルターをローマ教会から破門するとともに帝国アハト刑に処した。皇帝はさらに当時フランスに占領されていたパルマとピアチェンツァをメディチ家に、ミラノ公国をスフォルツァ家に返還することを教皇に約束した。レオ10世は宗教改革に対抗するうえで帝国の支持が必要だったため、フランスをロンバルディアから追い出す手伝いに同意、これによりフランソワ1世のイタリアにおける同盟国はヴェネツィア共和国のみとなる。

## 初期の戦闘
6月、ブレダ伯ハインリヒ3世率いる皇帝軍はフランス北部に侵攻して、アルドルやムーゾンを破壊しトゥルネーを包囲、陥落させた。しかし、快進撃を続けた帝国軍はメジエール包囲戦でピエール・テライユとアンヌ・ド・モンモランシーの抵抗を受けて失敗、進軍が停止してしまった。フランソワ1世はすぐ軍を集めて反撃、1521年10月22日にヴァランシエンヌでカール5世自ら率いる帝国軍の主力と会戦した。ブルボン公シャルル3世の度重なる要請にもかかわらずフランソワは攻撃を躊躇い、カール5世に撤退の時間を与えた。フランソワがついに攻撃を命令したときには雨が激しくなって有効な攻撃ができず、帝国軍は戦闘を回避して戦場から離脱した。そのすぐ後、ボニヴェ領主ギヨーム・グッフィエとギーズ公クロード率いるフランスとナバラ王国の連合軍はビダソア川河口部の戦略的要所フエンテラビーアを包囲・陥落させ、その後の2年間スペイン北部に脅威を与え続けた。

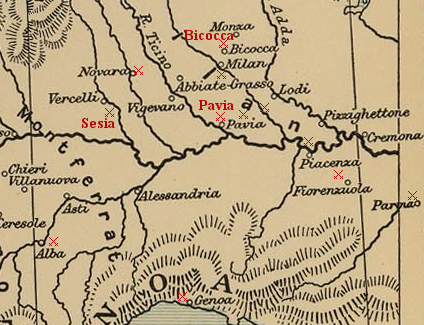
第三次イタリア戦争のロンバルディア戦線。主な戦場であるビコッカ、セージアとパヴィアが赤字で表記されている。

11月ごろにはフランスの状況は大分厳しくなっていた。カール5世、イングランド王ヘンリー8世、教皇レオ10世は11月28日に対フランソワ同盟を結成した。フランスのミラノ代官であるロートレック伯爵は帝国軍と教皇軍からミラノを守備する任務についていたが、衆寡敵せずプロスペロ・コロンナに敗れ、11月末にはミラノから追い出されアッダ川沿いまで追い詰められた。そこでスイス傭兵の増援を受けたが、支払えるお金のないロートレックは傭兵の要求を聞き入れてすぐに帝国軍との戦闘を開始した。1522年4月27日、ロートレックはコロンナ率いる帝国軍と教皇軍をミラノ近くのビコッカで攻撃した（ビコッカの戦い）。ロートレックの計画はフランス軍に優勢のある大砲で攻撃して優勢を徐々に拡大する、というものだったが、血気盛んなスイス傭兵がすぐ攻勢に出てスペインの火縄銃部隊を攻撃したのでやむを得ず大砲での攻撃を取りやめた。しかし、傭兵はペスカーラ侯爵フェルナンド・フランチェスコ・ダヴァロス率いるスペイン軍とゲオルク・フォン・フルンツベルク率いるランツクネヒトに散々にやられてしまった。敗れた傭兵は出身のカントンに戻り、傭兵を失ったロートレックは防衛するだけの兵隊すら不足してロンバルディを諦めた。対抗する軍勢がいなくなったイタリアではコロンナとダヴァロスがジェノヴァを包囲、5月30日に降伏させた。

## フランスの劣勢
ロートレックの敗北を見たイングランドは介入を決めた。1522年5月末、イングランドの大使はフランソワ1世に最後通牒をつきつけた。通牒には「スコットランド貴族の第2代オールバニ公爵ジョン・ステュアートの支持」などフランスに対する数々の非難が記されていた。フランソワ1世は疑いを全て否認した。ヘンリー8世は続いて6月26日にカール5世とウィンザー条約を締結、双方が少なくとも4万人の兵士を供出してフランスを攻撃することを確約した。カールはさらにイングランドがフランスに反旗を翻すことにより失われる年金の補償と昔の借金の返済に同意した。また同盟の証としてヘンリーの一人娘メアリーとの結婚に同意した。7月、イングランド軍はカレーから出撃してピカルディとブルターニュを攻撃、資金難で反撃に打って出ることのできないフランソワを尻目に略奪して回った。

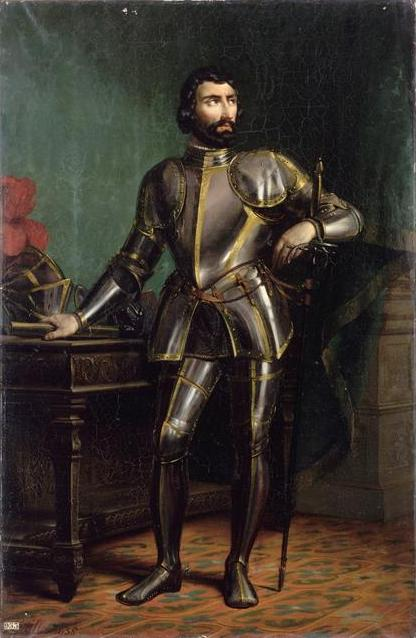
ブルボン公シャルル3世の想像上の肖像（ベルナール・ゲイヨ画、1835年）。所領をフランソワ1世に没収されたため裏切ってカール5世と同盟した。

フランソワは資金集めにさまざまな方法を試したが、ブルボン公シャルル3世との争いを一番効果的と狙った。シャルル3世はブルボン女公シュザンヌとの結婚によりブルボン公位を得たが、シュザンヌは1521年に死去した。シュザンヌの従姉でフランソワ1世の母であるルイーズ・ド・サヴォワは血統上の優位により相続権を主張した。フランソワはブルボン公領を得られれば財政立て直しが一気に進むので母の主張を支持、ブルボン公の所領を没収した。シャルルは憤激し、王を見限ってカール5世に接近した。
1523年、フランスにとっての戦況は最悪であった。ヴェネツィアのドージェですでに88歳と高齢だったアントニオ・グリマーニが死去、新たに選出されたアンドレア・グリッティはカンブレー同盟戦争を戦った経験から神聖ローマ帝国とフランスのどちらにも与しないことを決めた。彼は就任してすぐカール5世との講和にとりかかり、二か月後の7月29日にヴォルムス条約を締結してヴェネツィアを戦争から離脱させた。フランスではシャルル3世がカール5世と陰謀の計画を進め、反乱を起こす代わりに資金援助と援軍派遣を約束させた。しかし陰謀は10月に発覚し、フランソワ1世はシャルル3世をリヨンに召喚した。シャルルは病を称してブザンソンに逃亡した。激怒したフランソワはシャルルの同調者を全て処刑するよう命じたが、当のシャルルの捕縛には失敗し、シャルルはカール5世側につくと公的に宣言した。
カールは続いてスペインからピレネー山脈を越えてフランス南部を侵略した。ロートレックはバイヨンヌをかろうじて守ったが、カールは1524年2月にフエンテラビーアを再占領した。一方、サフォーク公爵率いるイングランドの大軍がフランドルと皇帝軍の進撃と同時にカレーから出撃、二正面作戦を強いられたフランスは抵抗できずイングランド軍のソンム川渡河を許し、パリから80キロのところまで軍を進められた。しかし、皇帝がイングランド軍の側面援護に留まったため、フランス首都攻撃というリスクを背負いたくなかったサフォーク公は10月30日に撤退、12月にはカレーまで戻った。

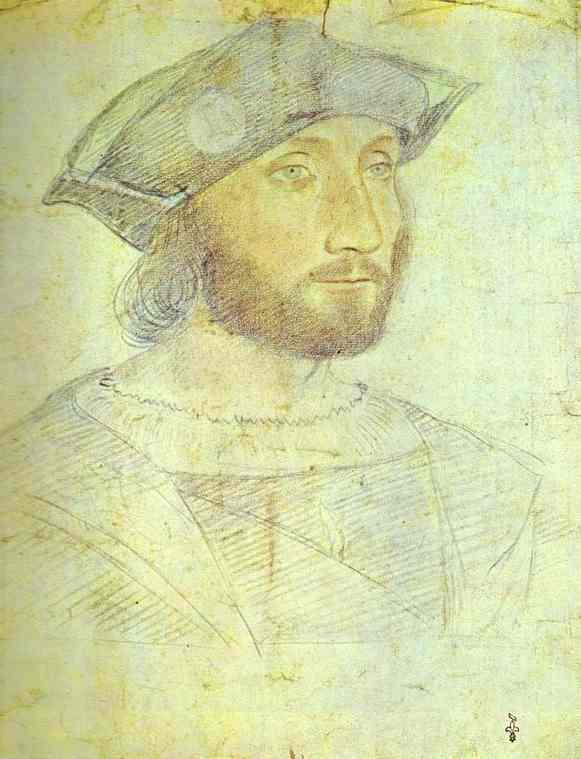
ギヨーム・ド・ボニヴェ、ジャン・クルーエ画、1516年ごろ。ボニヴェはフランス軍を率いたが、パヴィアの戦いで戦死した。

自国が攻められているのをよそに、フランソワはロンバルディアでの戦いに集中した。1523年10月、ギヨーム・ド・ボニヴェ率いる1万8千人のフランス軍はピエモンテを通過してノヴァーラに到着、そこで同じぐらいの人数のスイス傭兵を招聘した。プロスペロ・コロンナ率いる教皇軍には9千人しかおらず、ミラノへ撤退した。しかし、ボニヴェは教皇軍を過大評価して冬営に入ってしまい、その間に教皇軍の指揮官たちは1万5千人のランツクネヒトを雇い、ブルボン公の増援も12月28日に駆けつけた。また冬営の間にプロスペロ・コロンナが死去、シャルル・ド・ラノワが代わりの指揮官になった。春がくるとフランスが雇ったスイス傭兵の中で脱走者が続出し、ボニヴェは撤退しはじめた。しかしセージア川で追い付かれ、やむなく戦ったセージアの戦いで敗北を喫し、フランス軍前衛を率いていたピエール・テライユも戦死した。フランス軍は狼狽したが、ともかく最終的にはアルプスを越えて撤退した。またこの戦いで旧式軍隊に対する火縄銃の優位が再確認された。
1524年7月、ブルボン公とスペインのペスカーラ侯爵は1万1千人の軍勢でアルプスを越えてプロヴァンスを侵略した。途中の村で抵抗を受けず進軍してきたブルボン公は8月9日、エクス＝アン＝プロヴァンスに入城してプロヴァンス伯を称し、支持の見返りとしてヘンリー8世への忠誠を誓った。ブルボン公とペスカーラ侯はプロヴァンスで唯一抵抗を続けたマルセイユを包囲したが落とせず、フランソワが9月末に援軍とともにアヴィニョンに現れるとやむなくイタリアまで撤退した。

## パヴィアの戦い
1524年10月中旬、フランソワ1世は4万の軍勢を率いてアルプス山脈を越え、ミラノへ行軍した。ブルボン公とペスカーラの軍隊はプロヴァンスでの戦いからまだ回復しておらず、フランソワを阻止する力がなかった。フランス軍は縦隊に分けて進軍したので皇帝軍の攻撃を容易に撃退できたが、会戦に持ち込むことには失敗した。全滅は免れたが、ミラノの守備を担当しているシャルル・ド・ラノワは自軍が1万6千しかなく、倍以上のフランス軍を撃退することは不可能だと悟り、10月26日にミラノを放棄してローディへ撤退した。フランソワはミラノに入城してルイ2世・ド・ラ・トレモイユをミラノ総督に任命すると、ボニヴェの後押しを受けて皇帝軍のアントニオ・デ・レイバが守備しているパヴィアへ行軍した。このとき、他の指揮官は反対して、ラノワの追撃を主張したが受け入れられなかった。

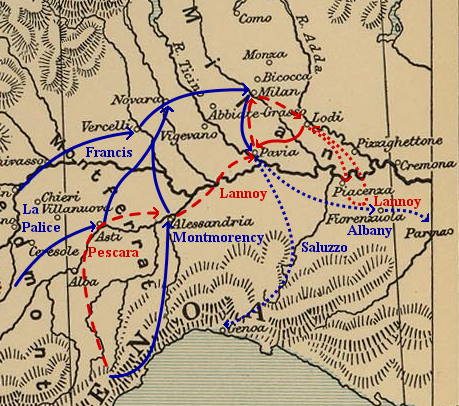
フランスのロンバルディア進軍とパヴィアの戦いまでの動き。青線はフランス軍、赤線は皇帝軍の動きを示す。

10月末にはフランス軍の大半がパヴィアに到着した。11月2日、アンヌ・ド・モンモランシーはティチーノ川を渡りパヴィアの南に行き、包囲を完成させた。市内に残った人数は9千人程度だったが商人が多くを占め、レイバは賃金を払えず教会の装飾を溶かして資金にする羽目になった。フランス軍と皇帝軍の小競り合いや砲撃がすぐに開始し、11月には城壁の2ヵ所を破壊し突破口を作った。しかし、11月21日に試みられた侵入は大損害を出して失敗、その後も雨が続き、またフランス軍は火薬が不足したため兵糧攻めに転換した。
12月、ウゴ・デ・モンカダ率いるスペイン軍はジェノヴァ近くに上陸した。ジェノヴァでは親ヴァロワか親ハプスブルクかを巡る争いが起きていて、スペイン軍はその介入を目指していた。フランソワはそうはさせまいと大軍をサルッツォ侯ミケーレ・アントーニオに送らせた。フランス軍に人数で勝たれた上アンドレア・ドーリア率いるフランス艦隊が到着したことでスペイン軍の勝ち目がなくなり、降伏を余儀なくされた。続いて、フランソワと教皇クレメンス7世の間で秘密条約が締結され、教皇が皇帝に協力しない代わり、フランソワが教皇のナポリ侵攻を援助することが約された。条約に基づき、フランソワは指揮官たちの反対をはねつけて軍の一部を指揮官のオールバニ公ジョン・ステュアートと一緒に南へ送った。ラノワはフィオレンツオーラでオールバニ公を足止めしようとしたが、フランス側についたばかりのジョヴァンニ・デ・メディチの黒旗隊に攻撃され、大損害を出してローディへ撤退した。メディチはフェラーラ公アルフォンソ1世が提供した多量な火薬とともにパヴィアに到着し、フランス軍を補強した。しかし、同時に5千人のグラウビュンデン州出身のスイス傭兵が州をランツクネヒトの略奪から守るために戻ってしまった。

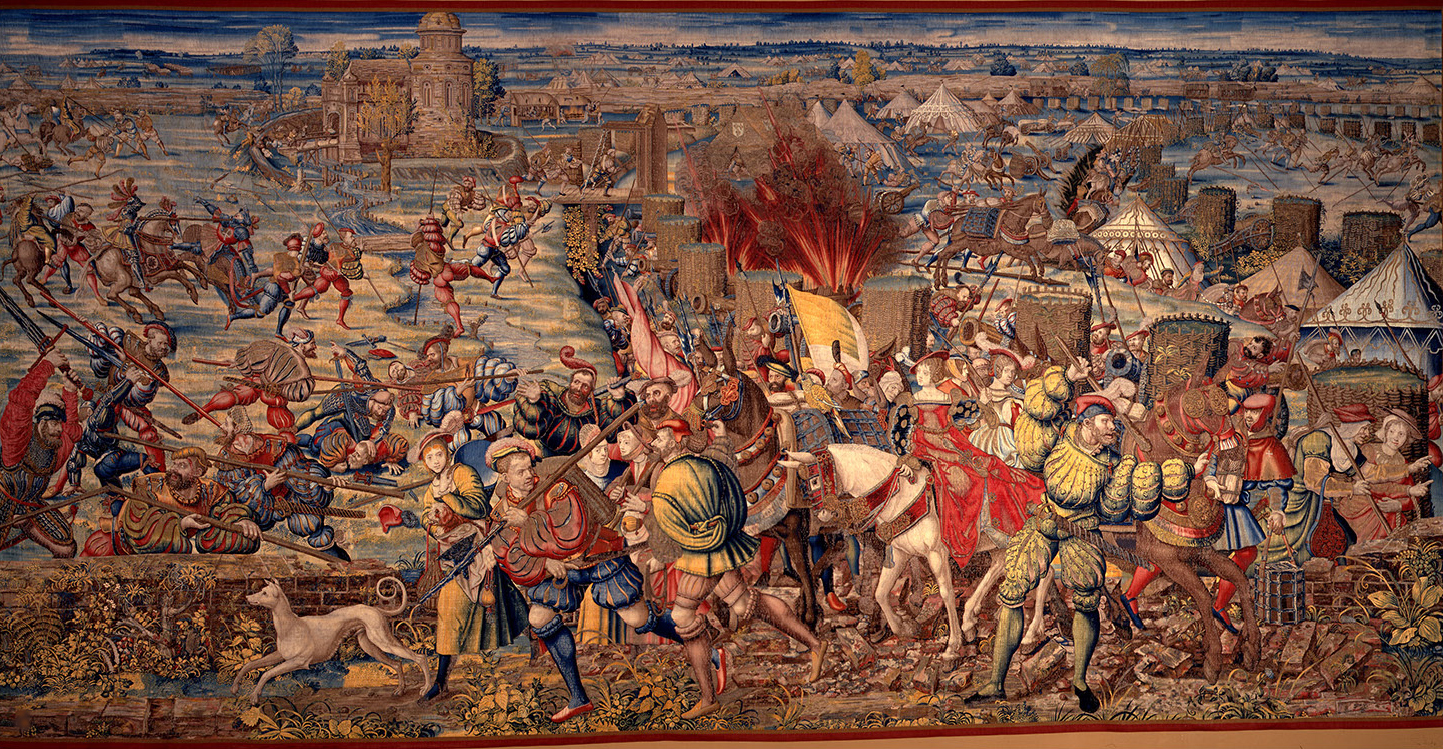
『パヴィアの戦い』タペストリーの一部（ベルナールト・ファン・オルレイ画、1531年ごろ）

1525年1月、ゲオルク・フォン・フルンツベルクが1万5千人のランツクネヒトとともにイタリアに到着。増援を得たラノワは侵攻を再開した。ペスカーラがサンタンジェロを占領してパヴィアとミラノの連絡を断った一方、ランツクネヒトたちはベルジョイオーゾまで進軍、一時はメディチとボニヴェの反撃に苦戦したが最終的には占領した。2月2日ごろにはラノワはパヴィアから数キロのところまで到着した。フランソワ1世は自軍を近くのミラベッロ城に駐屯させ、ちょうどレイバの部隊と救援軍の間に配置した。2月中にはパヴィアへの砲撃が続いた。メディチが重傷を負いピアチェンツァで療養に入ったためフランソワはミラノの駐屯軍の大半を呼び戻し、包囲軍を補強したが、パヴィアは一向に落城しなかった。2月21日、物資が尽きつつある皇帝軍はフランス軍を大軍と勘違いし、撤退経路の確保と面子のためにミラベッロ城を攻撃した。
1525年2月24日の朝早く、皇帝軍はミラベッロの城壁に穴をあけ、ラノワ軍の侵入を成功させた。ラノワはパヴィアに残留した兵士も連れ出して戦闘に参加させた。その後4時間続いた戦いでは、まず10年前のマリニャーノの戦いで大活躍したフランス軍の重騎兵が急速に前進したが、後方で援護射撃をしている砲兵隊は誤射を避けるために一時射撃を取りやめる羽目になり、さらに皇帝軍のランツクネヒトとスペイン軍の火縄銃部隊に騎兵と砲兵を分断された。一方、皇帝軍の歩兵はスイス傭兵とフランス歩兵を敗走させた。フランス軍は多数の犠牲者を出し、ボニヴェ、ジャック2世・ド・ラ・パリス、ルイ2世・ド・ラ・トレモイユ、リチャード・ド・ラ・ポールは戦死、モンモランシー、ロベール3世・ド・ラ・マルク、ナバラ王エンリケ2世、そしてフランソワ1世自身は捕虜となった。その夜、フランソワは母への手紙をラノワに託した。手紙の内容には「余の残りの不幸がどう進行しているかをお知らせする次第です。全てを失ったが、誇りと命だけは安全だ。」とある。そのすぐ後、フランソワはさらに衝撃を受けた。ナポリに送ったオールバニ公の軍勢は脱走などで兵士の大半を失い、ナポリに到着することなくフランスへ帰還したのであった。結局、イタリアのフランス軍はスフォルツェスコ城を守る小部隊以外はアランソン公シャルル4世の指揮下、アルプスを越えてフランスへ帰還、3月にはリヨンに着いた。

## マドリード条約

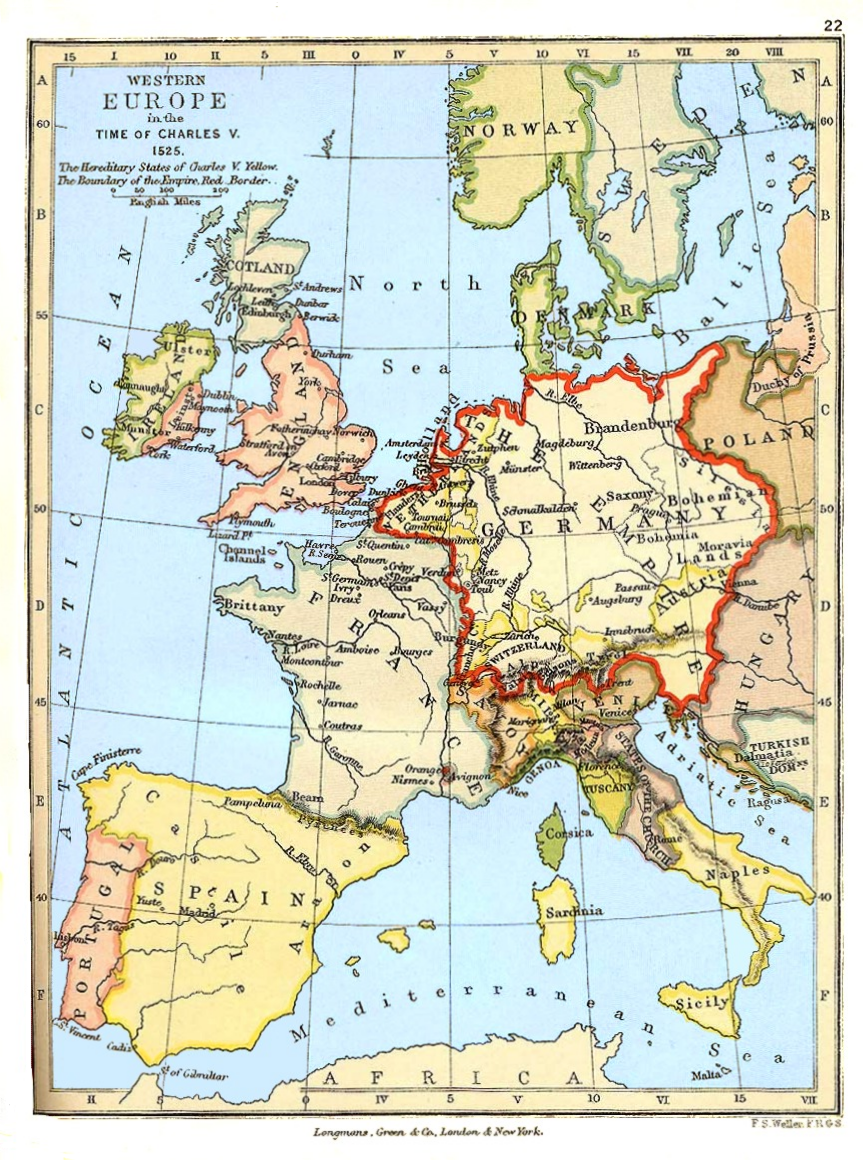
1525年、パヴィアの戦いの後の西ヨーロッパ

パヴィアの敗戦の後、フランス王、ひいてはフランスの運命は、熾烈な外交駆け引きで争われた。カール5世は戦争の支出を払えず、資金捻出のためにイザベラ・フォン・ポルトゥガルと結婚した。これによりヘンリー8世と約束したテューダー家との婚約は破棄されたが、ポルトガル王女を選んだのは持参金の金額が上だったためだった。ブルボン公はヘンリー8世とフランス分割の陰謀を練り、同時にペスカーラにナポリを侵攻してイタリア王に即位するようそそのかした。
フランスでは摂政のルイーズ・ド・サヴォワが兵士と資金を集め、イングランド軍のアルトワを未然に防げた。またはじめてフランスの使節団をオスマン帝国に送り、スレイマン1世に助けを求めようとしたが、使節団はボスニアで行方不明になった。12月に再びジャン・フランジパーニなどを含む使節団を送った。今度は無事オスマン帝国の首都コンスタンティノープルに着き、秘密の親書を送付した。親書にはフランソワ1世の救出とハプスブルク家の攻撃などの要請が盛り込まれていた。フランジパーニはスレイマン1世の返信を持って1526年2月6日に帰国、フランス・オスマン同盟の第一歩となった。スレイマンはその後、カールに最後通牒を送り、フランソワ1世の即時解放と神聖ローマ帝国からの年貢を要求した。それが断られると、オスマン帝国は1526年夏にハンガリーに侵攻、ウィーンへと進軍した。
フランソワはカールと直談判すれば解放されるとの確信を持って、ペスカーラとラノワにナポリのヌオヴォ城ではなくスペインで幽閉されることを求めた。ブルボン公の陰謀が気がかりだった二人は同意して、6月12日にフランソワをバルセロナへ護送した。
フランソワははじめバレンシアの近くのベニサノで囚われていたが、イタリアの反乱を危惧するモンモランシーとラノワの強い要請に推されたカールはフランソワをマドリードに移動させた。しかし、カールはフランソワが条約を受諾するまで面会しない、と強い拒否を示した。 一方、フランソワ1世と同じくパヴィアの戦いで捕虜となりマドリードで囚われていたナバラ王エンリケ2世は脱出した。彼は帰国したがスペインのナバラ侵攻が続き、カールがバス＝ナヴァールの南端を占領した。
カールはフランソワ1世に対し、ロンバルディアだけでなくブルゴーニュとプロヴァンスの割譲も求めたが、フランソワは「フランスの法律では、フランス王冠領を高等法院の許可なく放棄することは許されない」と強弁し、また高等法院は許可を下さないだろうと予想した。

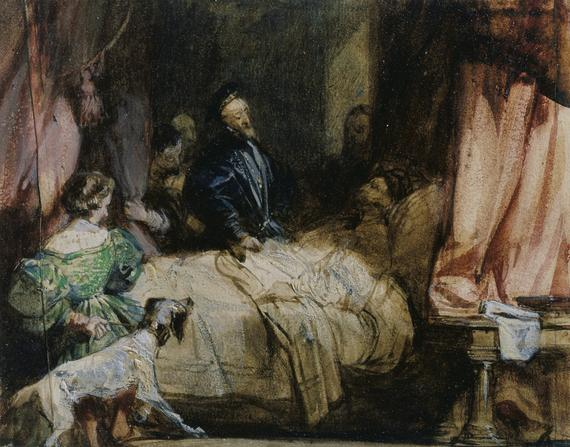
パヴィアの戦いの後、カール5世とフランソワ1世の面会
（リチャード・パークス・ボニントン画、1827年ごろ）

9月、フランソワは重病になった。彼の姉はマルグリット・ド・ナヴァルは看病のためパリからスペインまで急行した。フランソワ1世を診察した帝国の医者たちは皇帝に受け入れられなかった悲しみから病気になったとし、カール5世にお見舞いするよう求めた。帝国宰相のメルクリーノ・ガッティナーラは「死の床でようやく面会に行くことは同情ではなく現金な行いであり、皇帝がすべき行動ではない」と猛反対したが皇帝はお見舞いに同意し、フランソワの容態もその後快方へ向かった。しかし、脱走には失敗し、マルグリットが強制送還される結果となった。

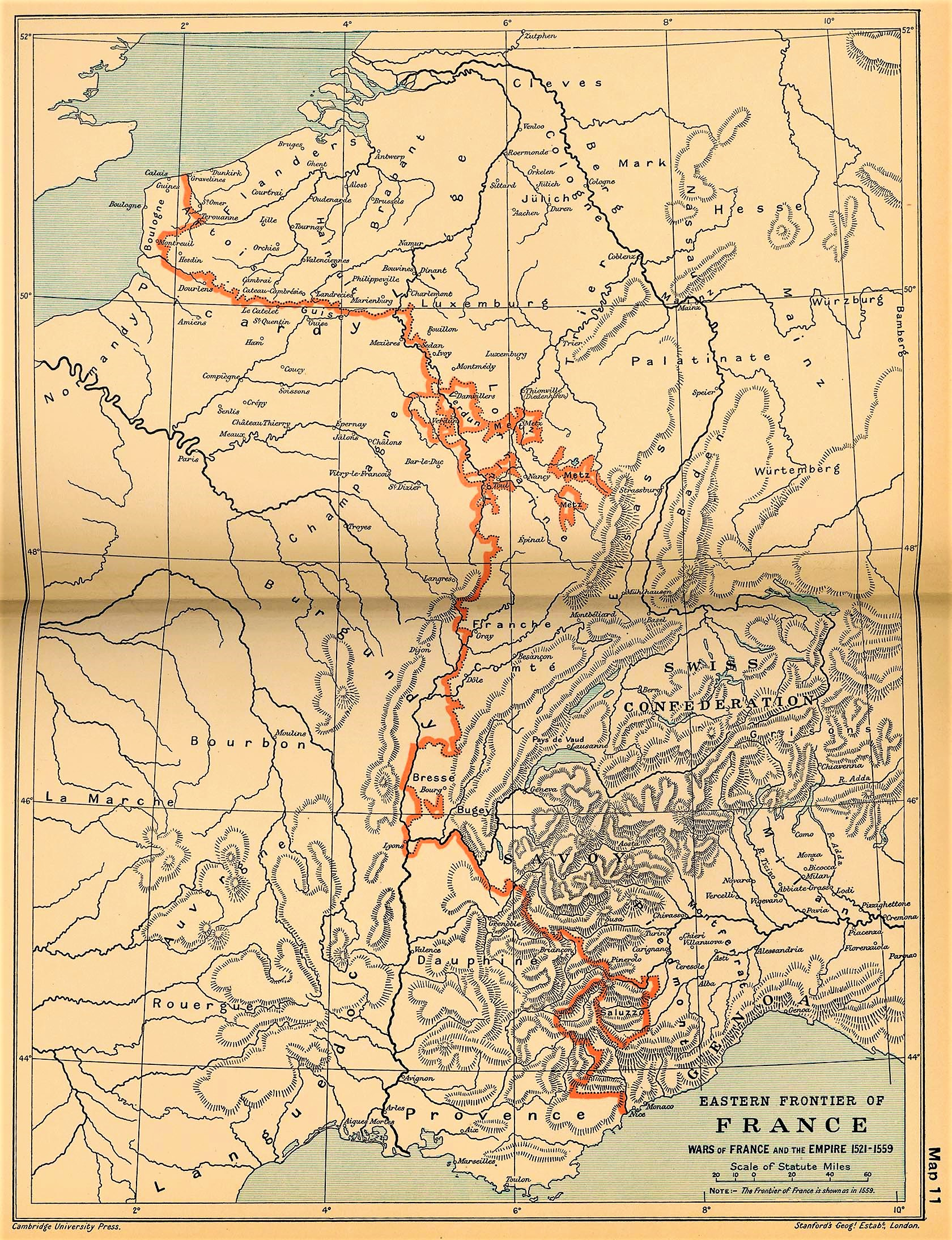
1559年のカトー・カンブレジ条約で確定したフランスの国境。第三次イタリア戦争の後、戦いはさらに30年間続いたが、フランスはロンバルディアを二度と得ることができなかった。

1526年のはじめ、カールはヴェネツィアと教皇からフランチェスコ2世・スフォルツァをミラノ公位に復帰させるよう強く求められ、次の戦争が始まる前にフランスと和平する必要が出てきた。一方のフランソワはブルゴーニュを維持を堅持しようとしたが失敗したため、自らが解放されるために徐々にブルゴーニュの放棄も視野に入れるようになった。1526年1月14日、カールとフランソワはマドリード条約に署名し、フランスはイタリア、フランドル、アルトワに対する請求を放棄、ブルゴーニュ公国をカールに割譲、二人の息子を人質としてスペインに送り、カール5世の姉レオノールとフランソワ1世との結婚に同意、さらにブルボン公から奪った領地の返還に同意した。またフランス王に「きわめてキリスト教的な国王」という称号があることを利用され、「ルター派のセクトや他の異端のセクトの間違いを正すために」ヘンリー8世にナバラ王位を諦める説得に同意させられた。
フランソワは3月6日に解放され、ラノワに警護されてフエンテラビーアまで移動した。3月18日、ビダソア川を渡りフランス境内に入った。ドーファンのフランソワとその弟アンリはルイーズとロートレックによりバイヨンヌへ連れていかれたが、代わりの人質としてスペインに送られることとなった。またこのごろ、フランソワの代表はイングランドのウルジーとハンプトン・コート宮殿で条約を締結して和解、翌年4月にグリニッジでの会談で条約を批准した。
しかし、フランソワはマドリード条約を守る気がなかった。3月22日、教皇の認可もとりつけて「脅されて署名したのでマドリード条約に縛られる必要はない」と宣言した。このごろ、皇帝の権力の増長を恐れたクレメンス7世はフランソワ1世とヘンリー8世に使者を送り、対皇帝同盟を提案した。マドリード条約で何も得られなかったヘンリーは同盟に前向きだったが、フランソワと教皇はイングランドそっちのけで5月にコニャック同盟戦争をはじめた。ヘンリーはイングランド主導の同盟締結に失敗したことで教皇との関係が疎遠になり、イングランドは1527年にようやく参戦するのであった。フランスは最終的にはイタリア戦争の目的を達成できなかったが、フランソワ1世とその後継者アンリ2世はミラノへの主張をイタリア戦争を通して取り下げず、1559年のカトー・カンブレジ条約でようやくイタリアを放棄した。